# Герцнах
Герцнах (нім. Herznach) — громада  в Швейцарії в кантоні Ааргау, округ Лауфенбург.

## Географія
Громада розташована на відстані близько 75 км на північний схід від Берна, 9 км на північ від Аарау.
Герцнах має площу 6,3 км², з яких на 11,6% дозволяється будівництво (житлове та будівництво доріг), 63,5% використовуються в сільськогосподарських цілях, 24,6% зайнято лісами, 0,3% не є продуктивними (річки, льодовики або гори).

## Демографія
2019 року в громаді мешкало 1578 осіб (+17,5% порівняно з 2010 роком), іноземців було 16,2%. Густота населення становила 252 осіб/км².
За віковим діапазоном населення розподілялося таким чином: 22,1% — особи молодші 20 років, 62,3% — особи у віці 20—64 років, 15,6% — особи у віці 65 років та старші. Було 634 помешкань (у середньому 2,5 особи в помешканні).
Із загальної кількості 393 працюючих 59 було зайнятих в первинному секторі, 85 — в обробній промисловості, 249 — в галузі послуг.